# Fallopia cilinode
Fallopia cilinode är en slideväxtart som först beskrevs av André Michaux, och fick sitt nu gällande namn av Josef Holub. Fallopia cilinode ingår i släktet bindor, och familjen slideväxter. Inga underarter finns listade i Catalogue of Life.